# Earias biplaga
Espèce
Synonymes
- Earias citrina Saalmüller, 1884
- Earias crocea Mabille, 1900
- Earias fusscociliana Snellen, 1872
- Earias maculana Snellen, 1872
- Earias plaga	 Felder & Rogenhofer, 1874

Earias biplaga est une espèce d'insectes de l'ordre des lépidoptères (papillons), de la famille des Nolidae, originaire d'Afrique.
Les adultes ont une longueur d'environ 10–12 mm et une envergure de 20–24 mm. Leurs chenilles se nourrissent de Fabaceae et Malvaceae, cette espèce est aussi considérée comme une peste pour le coton et le cacao.

## Distribution
L'aire de répartition d'Earias biplaga s'étend sur la quasi-totalité de l'Afrique subsaharienne, y compris les îles de l'Atlantique et de l'océan Indien.
Elle comprend notamment les pays suivants :
Afrique du Sud, Angola, Bénin, Burundi, République centrafricaine, Tchad, Congo-Kinshasa, Côte d'Ivoire, Éthiopie, Ghana, Guinée, Haute-Volta, Kenya, Madagascar, Malawi, Mali, Maurice, Mozambique, Niger, Nigeria, Ouganda, Ruanda, Sao Tomé-et-Principe, Sierra Leone, Somalie, Soudan, Tanzanie, Togo, Zambie, Zimbabwe.

## Description

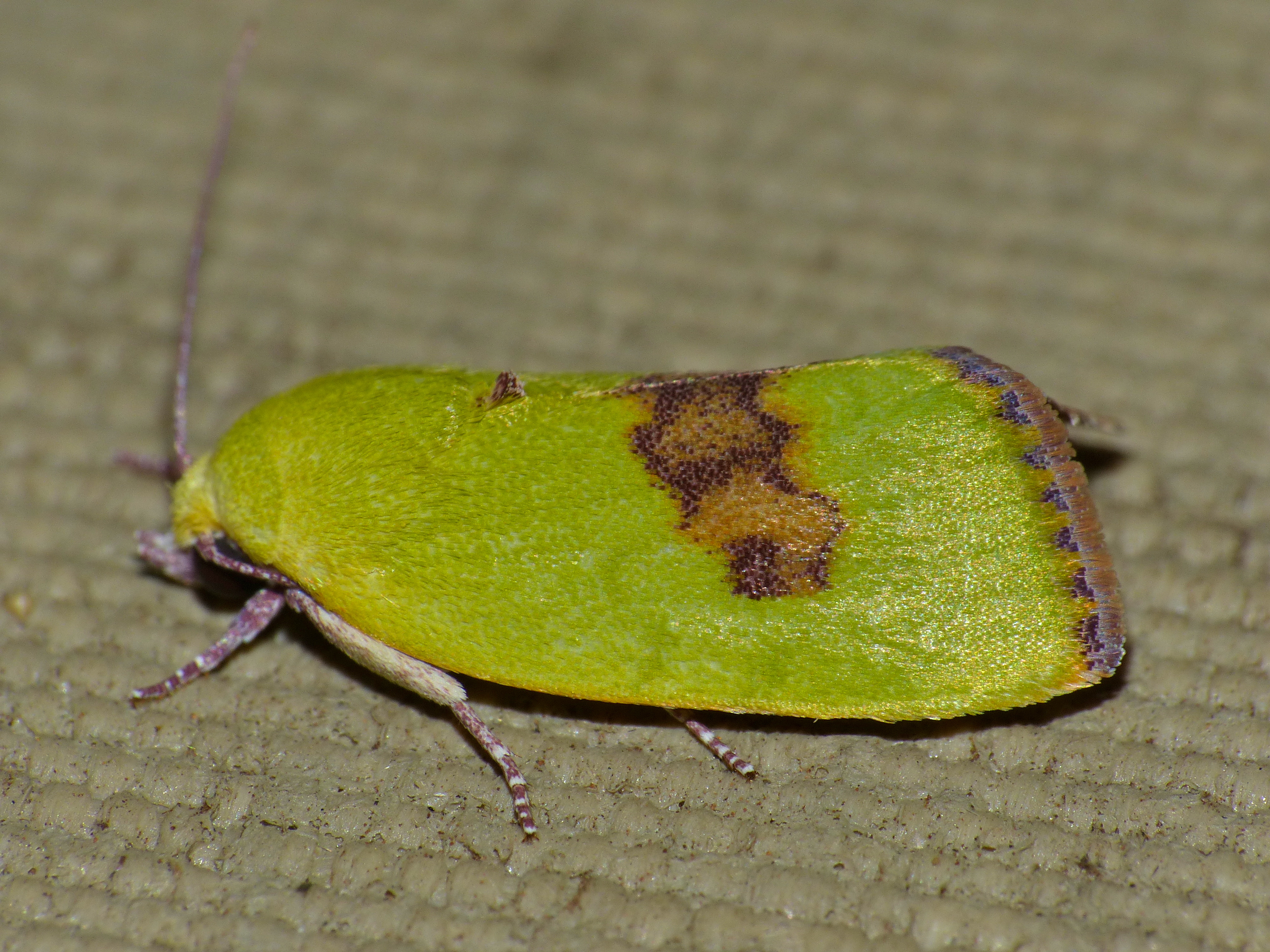
Earias biplaga (Parc national Kruger, Afrique du sud)